# Pol Bury
Pol Bury (Haine-Saint-Pierre, 26 aprile 1922 – Parigi, 27 settembre 2005) è stato uno scultore e pittore belga naturalizzato francese, membro del gruppo Co.Br.A. e del Gruppo ZERO.

## Biografia

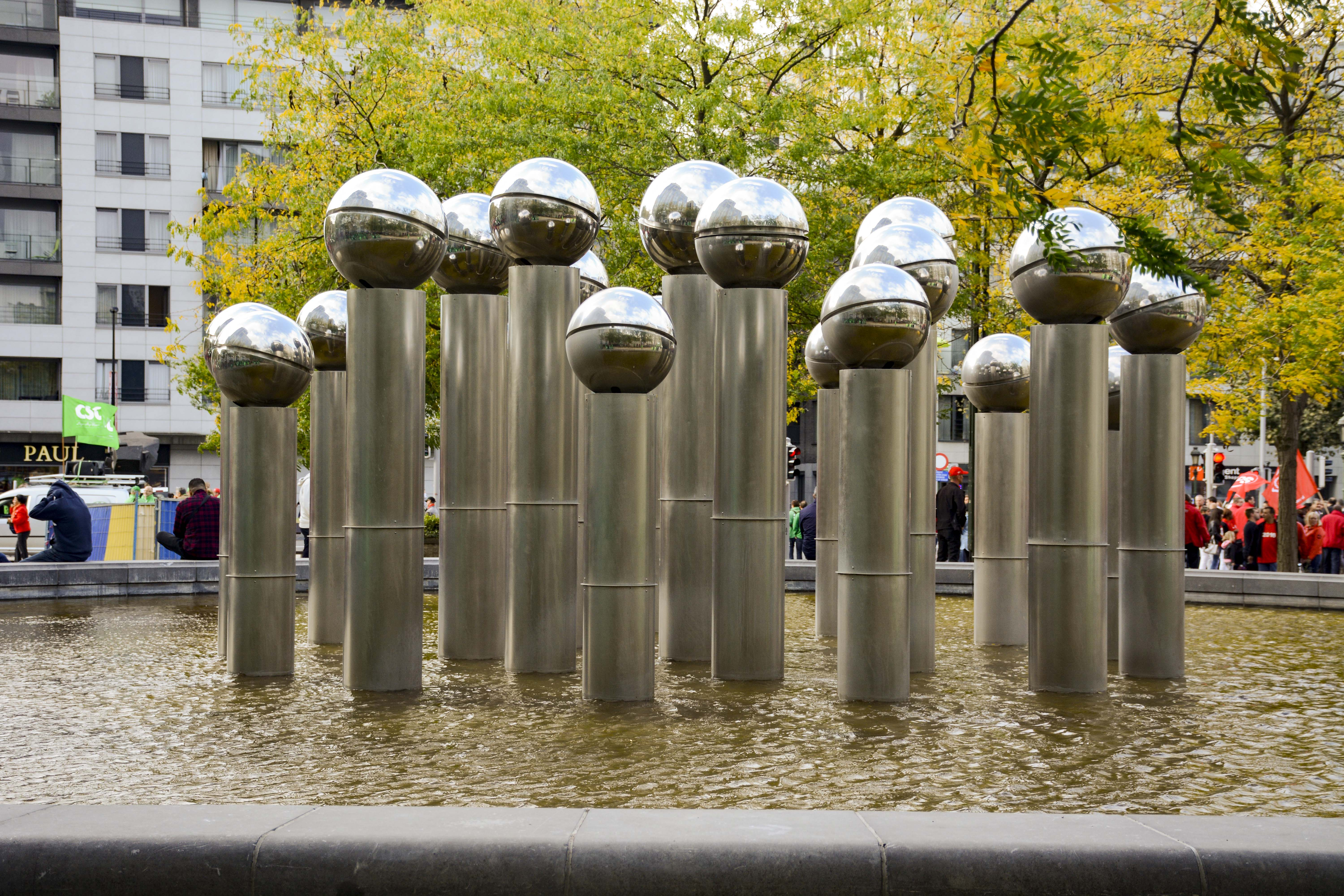
Una fontana di Pol Bury del 1955 collocata in Boulevard du Roi Albert II, Bruxelles

Pol Bury nacque a La Louvière, in Belgio, il 26 aprile 1922. Dal 1929 al 1932 visse in Francia in varie città tra cui Guise, Angouleme e Lens. Nel 1938 entrò all'Academie des Beaux-Arts di Mons, seguendo corsi di pittura, disegno e decorazione, sotto la guida di Louis Buisseret e Louis Navez.
Profondamente influenzato da pittori surrealisti come René Magritte, Yves Tanguy e Raoul Ubac, i suoi lavori prodotti tra la fine degli anni '30 e la prima metà degli anni '40 risentono notevolmente di questo avvicinamento al movimento d'avanguardia: nel 1945 varie sue opere vennero infatti incluse nella mostra Exposition Internationale du Surréalisme organizzata alla Galerie des Éditions La Boétie a Bruxelles. Durante gli anni della guerra prese attivamente parte alla Resistenza francese, dedicando poco tempo alla pittura.
Finito il conflitto e ripresa l'attività artistica, si allontanò progressivamente dall'esperienza surrealista, partecipando nel 1947 alla mostra Les Peintres et graveurs belges contemporains al Musée des Beaux-Arts di Bourdeaux. In quegli anni incontra Christian Dotremont, fondatore del gruppo di artisti espressionisti Co.Br.A., di cui entrerà a far parte nel 1949. Nel 1950 visitò alla Galleria Maeght di Parigi una mostra su Alexander Calder: questo evento ebbe un impatto decisivo sugli interessi artistici di Bury, che iniziò progressivamente ad abbandonare le opere puramente bidimensionali. 

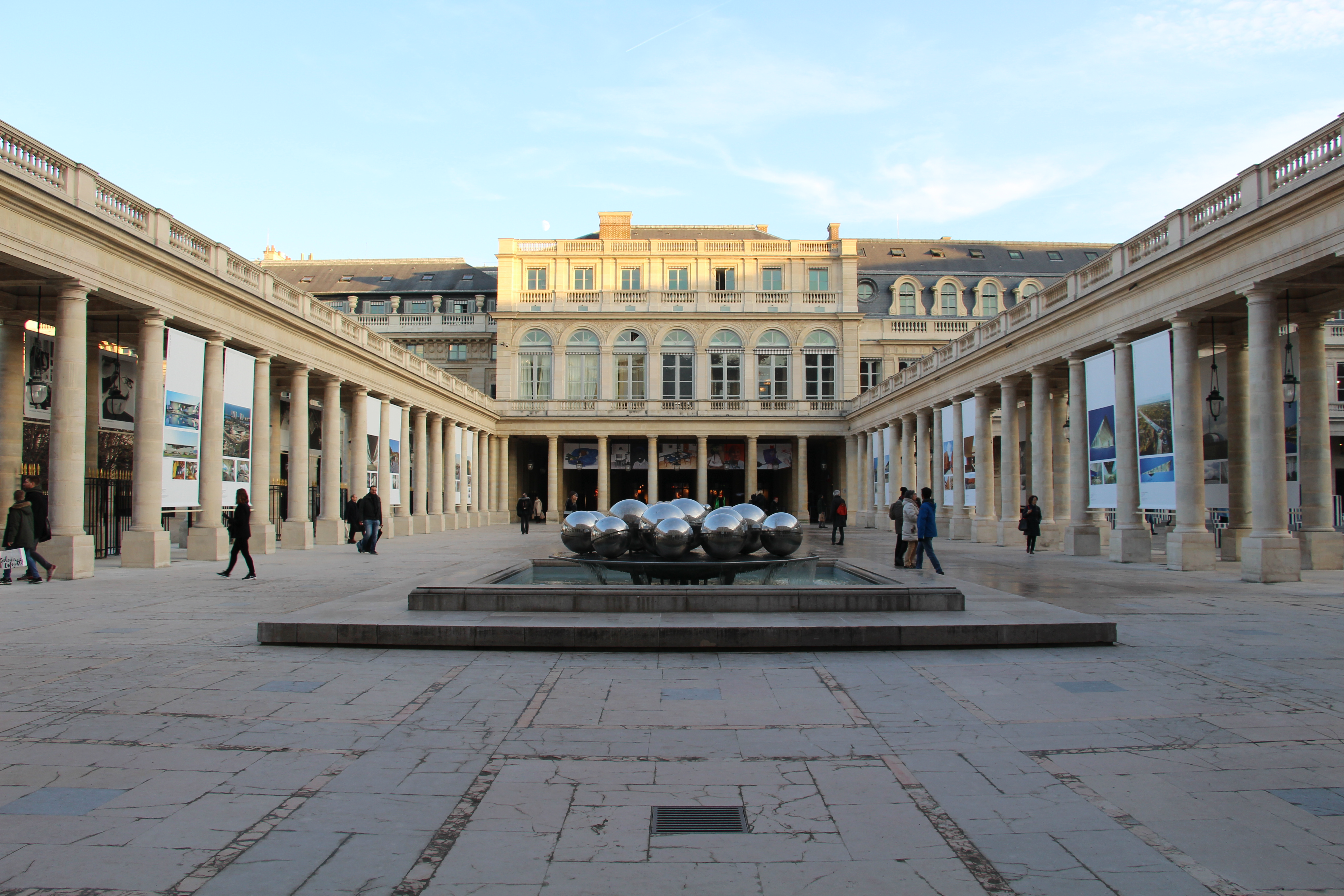
Una fontana di Pol Bury collocata al Palais-Royal, Parigi

Nel 1955 prese parte alla mostra Le Mouvement, tenutasi a Parigi alla Galleria Denise René, che presentava opere di artisti come Yaacov Agam, Alexander Calder, Marcel Duchamp e Victor Vasarely. Fu con questa mostra che il cinetismo venne consacrato come movimento artistico. Rilevante fu inoltre l'impatto che la mostra ebbe sulla nascita e lo sviluppo del Gruppo ZERO, gruppo di artisti cinetici nato nel 1958 di cui Bury entrò a far parte.
Nel 1961 lasciò il Belgio e si trasferì a Parigi: fu in questo periodo che l'opera di Bury divenne puramente scultorea. In quegli anni iniziò a lavorare con acciaio inossidabile e Corten, ottone lucido e rame. Nel 1969 realizzò la sua prima fontana pubblica, presso il Museo d'Arte dell'Università dell'Iowa. Altre sue fontane sono collocate presso la Fondazione Maeght a Saint-Paul-de-Vence, al Palais-Royal di Parigi, al Parco Olimpico di Seul, alla Tohoku University of Art and Design di Yamagata, a La Louvière e a Bruxelles.

Nel 1964 vinse il Premio Marzotto all'interno della rassegna internazionale Mostra di pittura contemporanea comunità europea, organizzata a Valdagno dal gruppo Marzotto.
Nel 1970 insegnò per sei mesi Estetica e Scultura presso la Berkeley University negli Stati Uniti. Nel 1973 presso il Minneapolis College of Art and Design. Nel 1983 venne nominato successore di Étienne Martin come guida della classe di Scultura monumentale presso l'École nationale supérieure des beaux-arts a Parigi, ruolo che manterrà fino al 1987.
Bury è morto il 27 settembre 2005 a Parigi.

## Mostre (selezione)

### Collettive
- 1947: Les Peintres et graveurs belges contemporains, Musée des Beaux-Arts, Bourdeaux
- 1961: Bewogen Beweging, Stedelijk Museum, Moderna Museet, Louisiana Museum of Modern Art
- 1962: Nul, Stedelijk Museum, Amsterdam
- 1964: 
  - documenta 3. Internationale Ausstellung, Kassel
  - XXXII Biennale di Venezia, Padiglione Belgio, Venezia
  - Group Zero, Institute of Contemporary Art - University of Pennsylvania, Filadelfia
- 1965:
  - Zero Avantgarde 1965, Galleria del Cavallino, Venezia
  - Nul negentienhonderd vijf en zestig, Stedelijk Museum, Amsterdam
  - Recent Acquisitions: Painting and Sculpture, Museum of Modern Art, New York
  - Group Zero, Washington Gallery of Modern Art, Washington
- 1966: New Art in Philadelphi, Institute of Contemporary Art - University of Pennsylvania, Filadelfia
- 1967:
  - Selected Works from the Collection of Mr. and Mrs. H. Gates Lloyd, Institute of Contemporary Art - University of Pennsylvania, Filadelfia
  - The 1960s: Painting and Sculpture from the Museum Collection, Museum of Modern Art, New York
- 1968: 
  - documenta 4. Internationale Ausstellung, Kassel
  - Manhattan Observed, Museum of Modern Art, New York
- 1969: Twentieth-Century Art from the Nelson Aldrich Rockefeller Collection, Museum of Modern Art, New York
- 1970: Popular Mechanics in Printmaking, Museum of Modern Art, New York
- 1972: 
  - XXXVI Biennale di Venezia, Padiglione Belgio, Venezia
  - Grafica d'oggi, Ca'Pesaro, Venezia
- 1973: Hommage á Picasso, Neue Nationalgalerie, Berlino
- 1975: Prints by Sculptors, Museum of Modern Art, New York
- 1976: Prints: Acquisitions, 1973–1976, Museum of Modern Art, New York
- 1977: 3 villes, 3 collections : Grenoble, Marseille, Saint-Etienne, Centre Pompidou-Metz, Parigi
- 1979:
  - Stadt II: Entfremdung, Neue Nationalgalerie, Berlino
  - The sixties - Art in Belgium, SMAK, Ghent
- 1979-84: Constructivism and the Geometric Tradition: Selections from the McCrory Corporation Collection, Albright-Knox Art Gallery, Dallas Museum of Art, San Francisco Museum of Modern Art, Carnegie Museum of Art, Museo Nelson-Atkins, Detroit Institute of Arts, Milwaukee Art Museum, Denver Art Museum, San Antonio Museum of Art, New Orleans Museum of Art, Toledo Museum of Art, Indianapolis Museum of Art
- 1980:
  - Ecouter Par Les Yeux: objets et environments sonores, Musée d'Art Moderne de la Ville de Paris, Parigi
  - Printed Art - A View of two Decades, Museum of Modern Art, New York
- 1981: Paris-Paris, Créations en France, 1937-1957, Centre Pompidou-Metz, Parigi
- 1983: Prints from Blocks: Gauguin to Now, Museum of Modern Art, New York
- 1985: 18° Bienal de Sao Paulo, San Paolo
- 1986: XLII Biennale di Venezia, Venezia
- 1987: Fifty Years of Collecting, Solomon R. Guggenheim Museum, New York
- 1988:
  - Abstractions, Museum of Modern Art, New York
  - Zero, un movimiento europeo, Fundación Juan March, Madrid
- 1993: Manifeste, Une histoire parallèle (1960-1990), Centre Pompidou-Metz, Parigi
- 1996: Chimériques Polymères, le plastique dans l'art du XXème siècle, Museo d'arte moderna e contemporanea, Nizza
- 2000: Making Choices, Museum of Modern Art, New York
- 2001: Denise René, l'intrépide, Centre Pompidou-Metz, Parigi
- 2002:
  - Drehen, Kreisen, Rotieren - Kunst in Bewegung, Museum im Kulturspeicher, Museum Pfalzgalerie Kaiserslautern, Kunstmuseum Heidenheim
  - Von ZERO bis 2002, Zentrum für Kunst und Medientechnologie, Karlsruhe
- 2005:
  - Lichtkunst aus Kunstlicht, Zentrum für Kunst und Medientechnologie, Karlsruhe
  - L’Œil moteur- Art optique et cinétique, 1950-1975, Museo di arte moderna e contemporanea, Strasburgo
  - Bewegliche Teile, Museo Tinguely, Basilea
- 2006:
  - Ensor and the avantgardes by the sea, Mu.ZEE, Ostenda
  - Zéro, Museo d'arte moderna di Saint-Étienne, Saint-Etienne
  - ZERO - Internationale Künstler-Avantgarde der 50er/60er Jahre, Museum Kunstpalast, Düsseldorf
  - Le mouvement des images, Centre Pompidou-Metz, Parigi
- 2007:
  - Homenaje a Picasso, Museo nazionale delle belle arti, Santiago del Cile
  - Die Kunst zu Sammeln, Museum Kunstpalast, Düsseldorf
  - Lo[s] Cinético[s], Museo Nacional Centro de Arte Reina Sofía, Madrid
- 2008: *revolução cinética, Museo Nazionale di Arte Contemporanea, Lisbona
- 2009: Ingres et les modernes, Museo Ingres Bourdelle, Montauban
- 2010: Le Mouvement. Vom Kino zur Kinetik, Museo Tinguely, Basilea
- 2011: Lonely At The Top: Graphology Chapter 3, Museo d'arte contemporanea di Anversa, Anversa
- 2012: new art in antwerp 1958-1962 - # 3 creating totally new media, Museo d'arte contemporanea di Anversa, Anversa
- 2013:
  - Zero, Museu Oscar Niemeyer, Fundação Iberê Camargo, Pinacoteca dello stato di San Paolo
  - Sculpture After 1945. The Curator, Museo reale delle belle arti del Belgio, Bruxelles
  - Nuage, Musée Réattu, Arles
  - La invención concreta. Colección Patricia Phelps de Cisneros, Museo Nacional Centro de Arte Reina Sofía, Madrid
- 2014:
  - Zero: Countdown To Tomorrow, 1950s–60s, Solomon R. Guggenheim Museum, New York
  - Face à l'oeuvre, Fondazione Maeght, Saint-Paul-de-Vence
  - A Inusitada, Museo d'arte di San Paolo, San Paolo
- 2015: Zero: Let Us Explore The Stars, Stedelijk Museum, Amsterdam
- 2019:
  - Maurice Allemand, ou comment l'art moderne vint à Saint-Étienne (1947-1966), Museo d'arte moderna di Saint-Étienne, Saint-Etienne
  - Twists And Roundabouts Around Surrealism, Museo nazionale d'arte della Romania, Bucarest
  - Renault and Art, a Living History, 1967-2019, Museo nazionale di arte contemporanea, Bucarest
  - Writing the History of the Future, Zentrum für Kunst und Medientechnologie, Karlsruhe
- 2020:
  - Trance-Action - A meditative stroll through the collection - from Baloji to Van Severen, Mu.ZEE, Ostenda
  - Amuse-bouche. The Taste of Art, Museo Tinguely, Basilea
- 2022:
  - At The Heart Of Abstraction - Works From The Collection Of The Fondation Gandur Pour L'art, Fondazione Maeght, Saint-Paul-de-Vence
  - The Impermanent Collection #3.0, Galleria d'arte moderna e contemporanea (GAMeC), Bergamo

### Personali
- 1970:
  - Pol Bury, Sculpture and Cinetizations, University of Iowa Stanley Museum of Art, Iowa City
  - Pol Bury, Walker Art Center, Minneapolis
- 1971: Pol Bury, Solomon R. Guggenheim Museum, New York
- 1972: Pol Bury, Kunsthalle Düsseldorf, Neue Nationalgalerie, Centro Georges Pompidou
- 1974: Bury, 25 tonnes de colonnes, Fondazione Maeght, Saint-Paul-de-Vence
- 1982: Pol Bury, Musée d'art moderne de la Ville de Paris, Parigi
- 1990: Pol Bury - Kinetische Skulpturen, Quadrat Bottrop, Bottrop
- 1996: Retrospectieve Pol Bury, Mu.ZEE, Ostenda
- 2003: League of Electronic Musical Urban Robot, Chelsea Art Museum, New York
- 2009: Time, Motion and Surprise - The Kinetic Universe of Pol Bury, Chelsea Art Museum, New York
- 2015: Pol Bury, Espace Fondation EDF, Parigi
- 2017: Pol Bury In The Centre. Discover The Archives, Palazzo delle Belle Arti, Bruxelles

## Bury nei musei

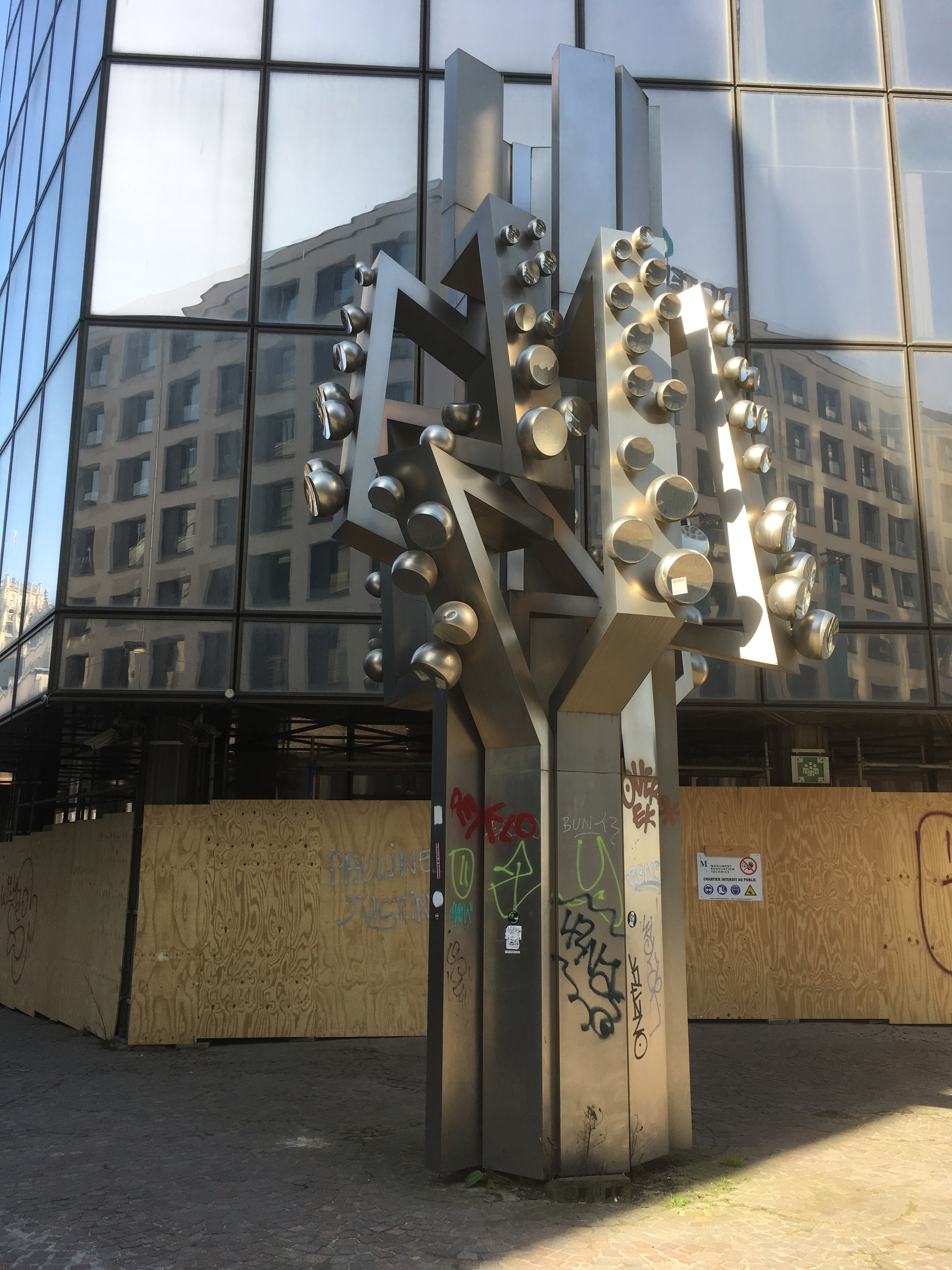
La scultura Capteurs de Ciel del 1983 a Bruxelles

### Italia
- Galleria civica d'arte moderna e contemporanea, Torino
- Galleria d'arte moderna e contemporanea - GaMeC, Bergamo
- Museo d'arte contemporanea Villa Croce, Genova

### Europa
- Centro Pompidou, Parigi
- Fondazione Maeght, Saint-Paul-de-Vence
- Musée d'art moderne de la Ville de Paris, Parigi
- Museo di arte moderna e contemporanea, Strasburgo
- Museo Picasso, Antibes
- Museo di Grenoble, Grenoble
- Museo d'arte moderna di Saint-Étienne, Saint-Étienne
- Museo d'arte moderna Lille Métropole, Villeneuve-d'Ascq
- Tate Modern, Londra
- Victoria and Albert Museum, Londra
- Museo Nacional Centro de Arte Reina Sofía, Madrid
- Moderna Museet, Stoccolma, Svezia
- Museo Boijmans Van Beuningen, Rotterdam
- Stedelijk Museum, Amsterdam
- Museo Ludwig, Colonia
- Museo Abteiberg, Mönchengladbach
- Zentrum für Kunst und Medientechnologie, Karlsruhe
- Museo reale delle belle arti del Belgio, Bruxelles
- Museo reale di belle arti di Anversa, Anversa
- Albertina, Vienna

### America
- Museum of Modern Art - MoMA, New York
- Solomon R. Guggenheim Museum, New York
- Metropolitan Museum of Art, New York
- Chazen Museum of Art, Madison
- Art Institute of Chicago, Chicago
- Philadelphia Museum of Art, Filadelfia
- Musée national des beaux-arts du Québec, Québec

### Resto del mondo
- Museo d'Israele, Gerusalemme
- National Gallery of Australia, Canberra